# Заблоце (Свентокшиське воєводство)
Заблоце (пол. Zabłocie) — село в Польщі, у гміні Заґнанськ Келецького повіту Свентокшиського воєводства.
Населення — 383 особи (2011).
У 1975-1998 роках село належало до Келецького воєводства.

## Демографія
Демографічна структура на день 31 березня 2011 року:
|          | Загалом | Допрацездатний вік | Працездатний вік | Постпрацездатний вік |
| -------- | ------- | ------------------ | ---------------- | -------------------- |
| Чоловіки | 185     | 44                 | 125              | 16                   |
| Жінки    | 198     | 41                 | 116              | 41                   |
| Разом    | 383     | 85                 | 241              | 57                   |